# Julia Acker
Julia Acker (ur. 1898 we Lwowie, zm. 1942 tamże) – malarka pochodzącą z mieszczańskiej rodziny żydowskiej ze Lwowa . Studiowała malarstwo w Wolnej Akademii Sztuk Pięknych Leonarda Podhoreckiego, a następnie kontynuowała naukę u Pawła Gajewskiego – najpierw w Szkole Sztuki Zdobniczej i Przemysłu, a potem na prywatnych studiach. Zadebiutowała indywidualną wystawą w 1930 roku w Żydowskim Towarzystwie Literacko-Artystycznym we Lwowie .
Na swoich obrazach najczęściej przedstawiała sceny z codziennego życia oraz obrazy ukazujące kulturę żydowską, czego przykładem są takie prace jak W szynkarni, Na targu (Jarmark), Talmudyści czy Żydowskie zapusty. Jej malarstwo cechowało się silnym ładunkiem emocjonalnym, wyrazistą fakturą i intensywną kolorystyką . Znana była także z portretów, w których starała się uchwycić unikalny charakter każdej przedstawianej osoby . Oprócz tego często sięgała po tematykę martwej natury i kwiatów .
W latach 1933–1939 uczestniczyła w jedenastu wystawach w Towarzystwie Przyjaciół Sztuk Pięknych we Lwowie, w tym z grupą „Ster” w 1936 roku. Brała także udział w wystawach w Stanisławowie (1936), TPSP w Krakowie, Ogólnopolskim Salonie Sztuki w Poznaniu (1937) oraz w wystawie jubileuszowej Żydowskiego Towarzystwa Krzewienia Sztuk Pięknych w Warszawie w 1939 roku .
Po wybuchu wojny, od września 1939 roku, Julia Acker wspierała uchodźców przybywających do Lwowa z terenów zajętych przez Niemców. Po zajęciu miasta przez wojska niemieckie w czerwcu 1941 roku żyła w ciągłym strachu, który ostatecznie skłonił ją do odebrania sobie życia w 1942 roku . Prawie cały jej dorobek artystyczny uległ zniszczeniu podczas wojny .

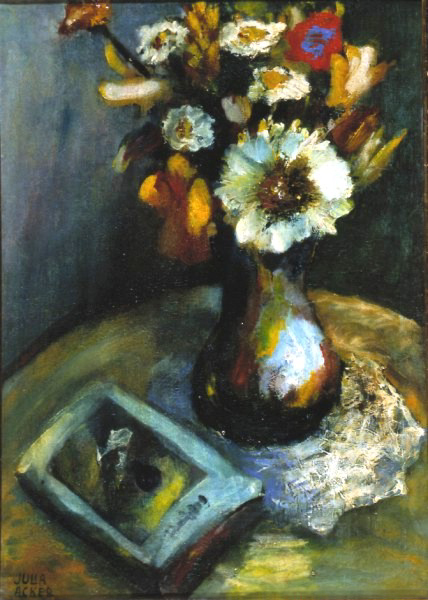
Barwy kwiatów (1939)
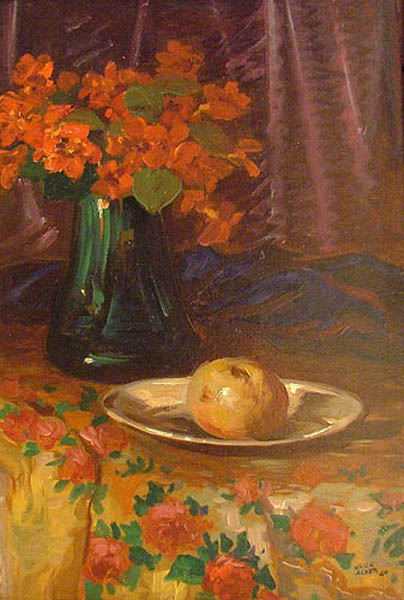
Martwa natura z nasturcjami (1940)
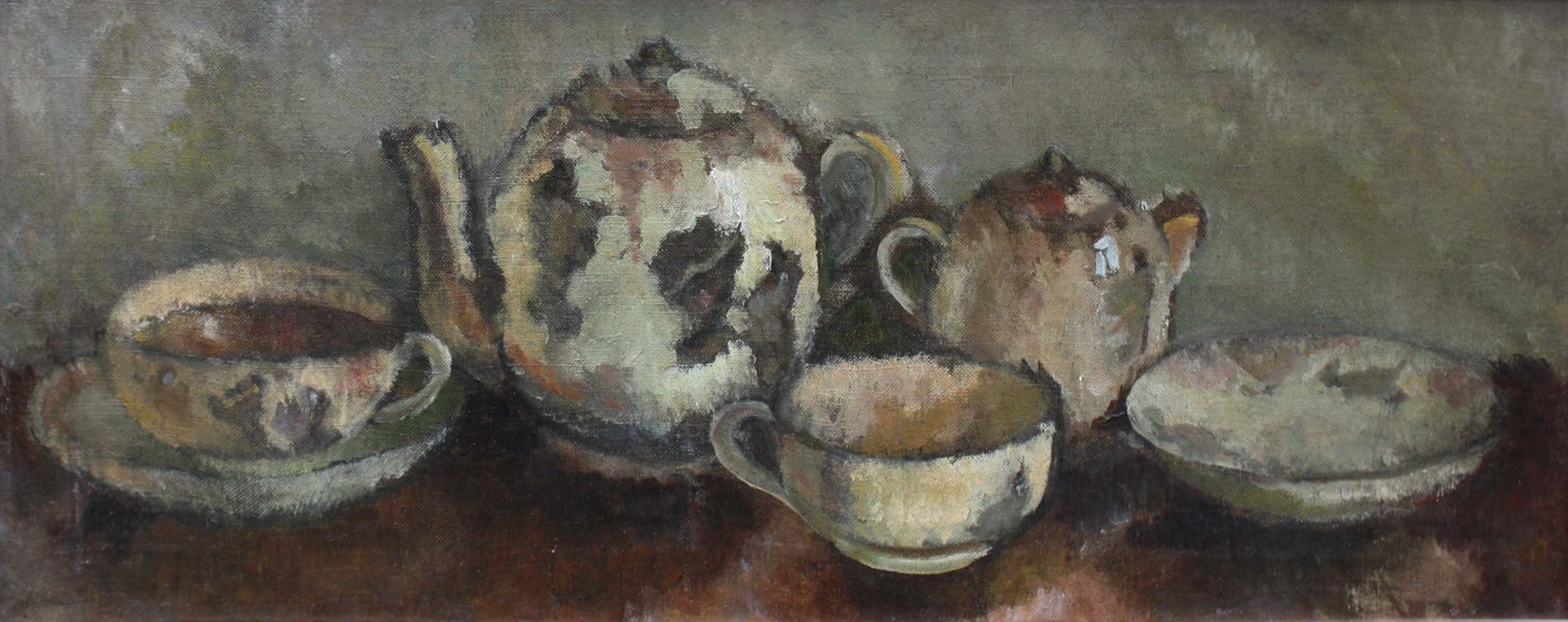
Serwis śniadaniowy (przed 1942)